# Вуд, Джон (старший)
Джон Вуд-старший (англ. John Wood, the Elder; 1704, Твертон, графство Сомерсет — 23 мая 1754, Бат (Сомерсет)) — английский архитектор и декоратор интерьера, представитель среднегеоргианского стиля английского классицизма. Палладианец. Отец архитектора Джона Вуда-младшего.

## Биография
Джон Вуд родился в Твертоне недалеко от города Бат (графство Сомерсет, юго-западная Англия) и был крещён в церкви Святого Иакова (позднее снесённой). Его отец Джордж был местным строителем. Джон получил хорошее базовое образование в школе короля Эдуарда. В подростковом возрасте и в начале двадцатых годов Вуд работал на Роберта Бенсона, первого барона Бингли в его поместье, Брэмхэм-Парк, Йоркшир. Затем он стал участвовать в застройке поместья Кавендиш в Лондоне.
Джон Вуд-старший проектировал и строил много зданий и целые улицы в приморском городе Бат на юго-западе Англии, за что получил прозвание «Батский».
В 1740 году он обследовал знаменитый Стоунхендж и каменные круги Стэнтон-Дрю (Сомерсет). Джону Вуду-старшему принадлежит также создание наиболее точного для своего времени плана Стоунхенджа с комментариями (опубликован в 1740 году), который был снабжён аннотациями сотен проведённых им измерений. Интерпретация Вудом этого памятника как места языческого ритуала друидов подверглась резкой критике. Однако, его исследование имеет огромную археологическую ценность, поскольку оно зафиксировало камни Стоунхенджа за пятьдесят лет до обрушения западного трилита (который упал в 1797 году и не восстанавливался до 1958 года).
Благодаря постоянному самообразованию Вуд усовершенствовал свои архитектурные знания и к двадцати пяти годам объединил свою страсть к палладианству с одержимостью древней британской историей и масонством.
Вуд умер в Бате 23 мая 1754 года и был похоронен на кладбище церкви Святой Марии в Свэйнсвике.
Многие из строительных проектов Вуда были продолжены его сыном Джоном Вудом-младшим. Существуют всего два портрета Вуда-старшего, один из которых представляет собой бюст, вырезанный из дерева на основе посмертной маски.

## Архитектурные работы
Начиная с 1724 года Джон Вуд строил в городе Бате. Его основное произведение — «Циркус» (Круглая площадь), в которой здания, плотно примыкающие друг к другу, располагаются по окружности. Площадь, первоначально называвшаяся «Королевским кругом» (King’s Circus), построена в среднегеоргианском стиле в 1754—1768 годах. Джон Вуд умер менее чем через три месяца после закладки первого камня; строительство завершал его сын.
«Циркус» был частью большого градостроительного плана Джона Вуда Старшего по созданию классицистического палладианского архитектурного ландшафта города. Проект 1725 года включал создание близлежащей Площади Королевы (Queen Square, 1727—1736), здания больницы Святого Иоанна (1727—1728), Прайор-парка (Prior Park, 1734—1741) и так и не построенный «Форум». Убеждённый в том, что местность вокруг города Бат в древности была главным центром деятельности друидов в Британии, Вуд спроектировал «циркуль» с 318 футами (97 м) в диаметре подобно Стоунхенджу.
Если смотреть с воздуха, «Циркус» вместе с Площадью Королевы и прилегающей Гэй-стрит образует очертание, напоминающее ключ, являющийся масонским символом, подобным тем, что украшают другие здания архитектора Вуда. Джон Вуд много писал о сакральной геометрии и утверждал, что мифы о предполагаемом основателе Бата, короле Бладуде (King Bladud), имеют исторические корни. Он утверждал, что древние британские каменные круги были остатками когда-то построенных более сложных зданий, спроектированных королём Бладудом. Поэтому закономерно было высказано предположение, что Вуд (как и его сын Джон) были связаны с масонством либо через одно из строительных товариществ, либо через символизм в их архитектуре. Стивен Бен Кокс в одной из лекций и последующей статье предложил следующую «масонскую интерпретацию»: квадрат (Площадь Королевы), круг (Циркус) и Королевский Полумесяц (Royal Crescent — другая постройка Дж. Вуда Младшего в Бате) обозначают Землю, Солнце и Луну, а также масонский путь солнца в Ложе с востока (Кафедра Мастера) на юг (Младший Страж) и выход на запад (Старший Страж) как символ духовного продвижения человека в жизни от грубого состояния до гладко-тёсаного камня.
Кроме этого, мастер создал здания Бристольской биржи (1740—1743) и Городского совета Ливерпуля (Liverpool Town Hall, 1748). Многие другие сооружения, возведённые Вудом, также украшены масонской символикой.
Существует мнение, что в 1735—1748 годах Вуд-старший занимался разработкой проекта Палладиева моста в Прайор-парке в Бате, по заказу Ральфа Аллена. Строительство моста осуществил Ричард Джонс в 1755 году, уже после смерти Вуда. Сооружение стало копией аналогичного моста из усадьбы Уилтон-хаус, который, в свою очередь, был вдохновлён проектом моста Риальто в Венеции от Андреа Палладио. В современных источниках автором Палладиева моста в Бате называется Джонс, вопрос о причастности к проекту Вуда дискуссионен.
Вуду удалось придать провинциальному городу Бату особенный архитектурный образ, благодаря которому он стал известен всему миру. Николаус Певзнер назвал его «одним из выдающихся архитекторов своего времени».

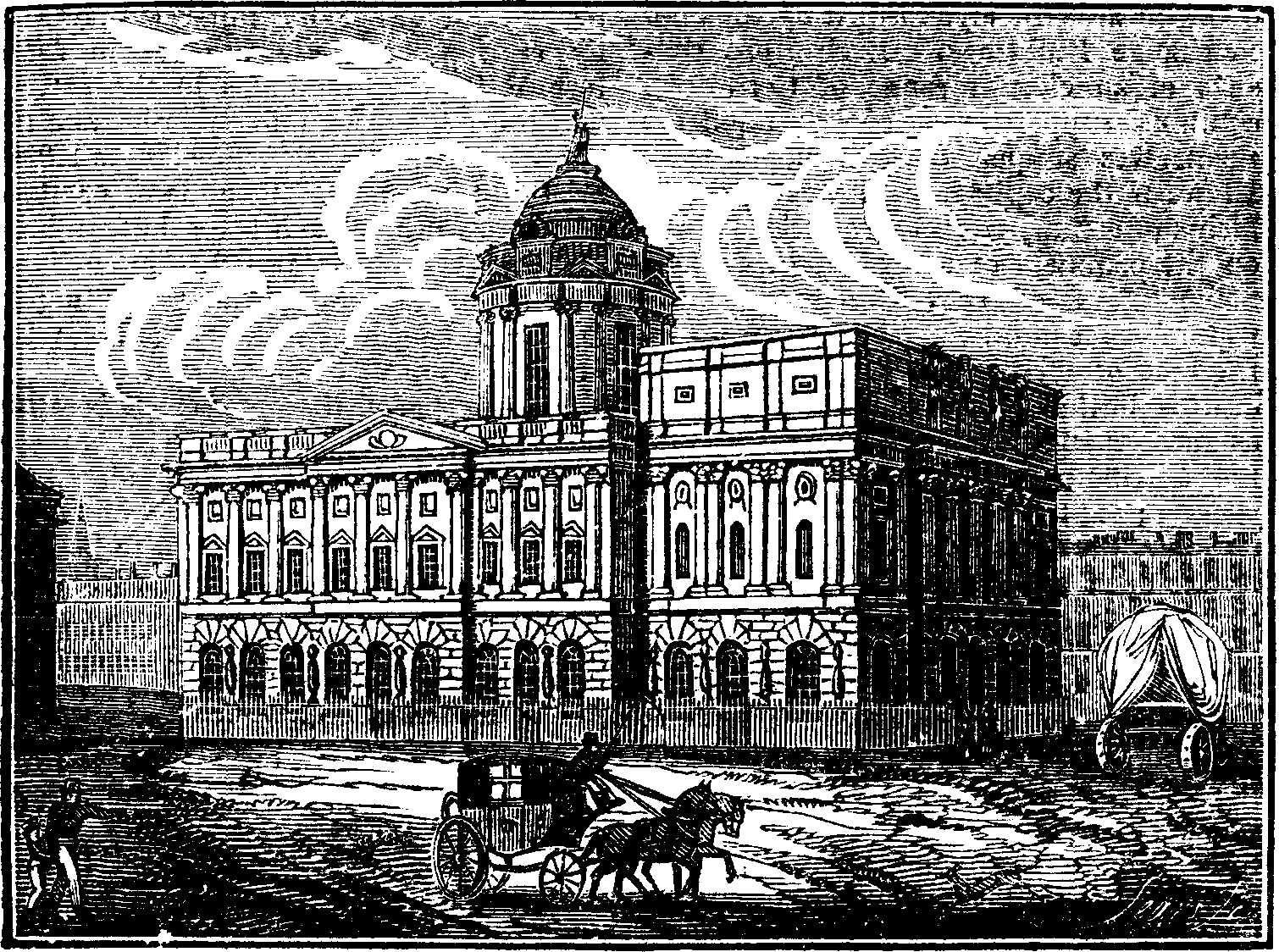
Ливерпуль Таун-холл. Типографика XVIII в.
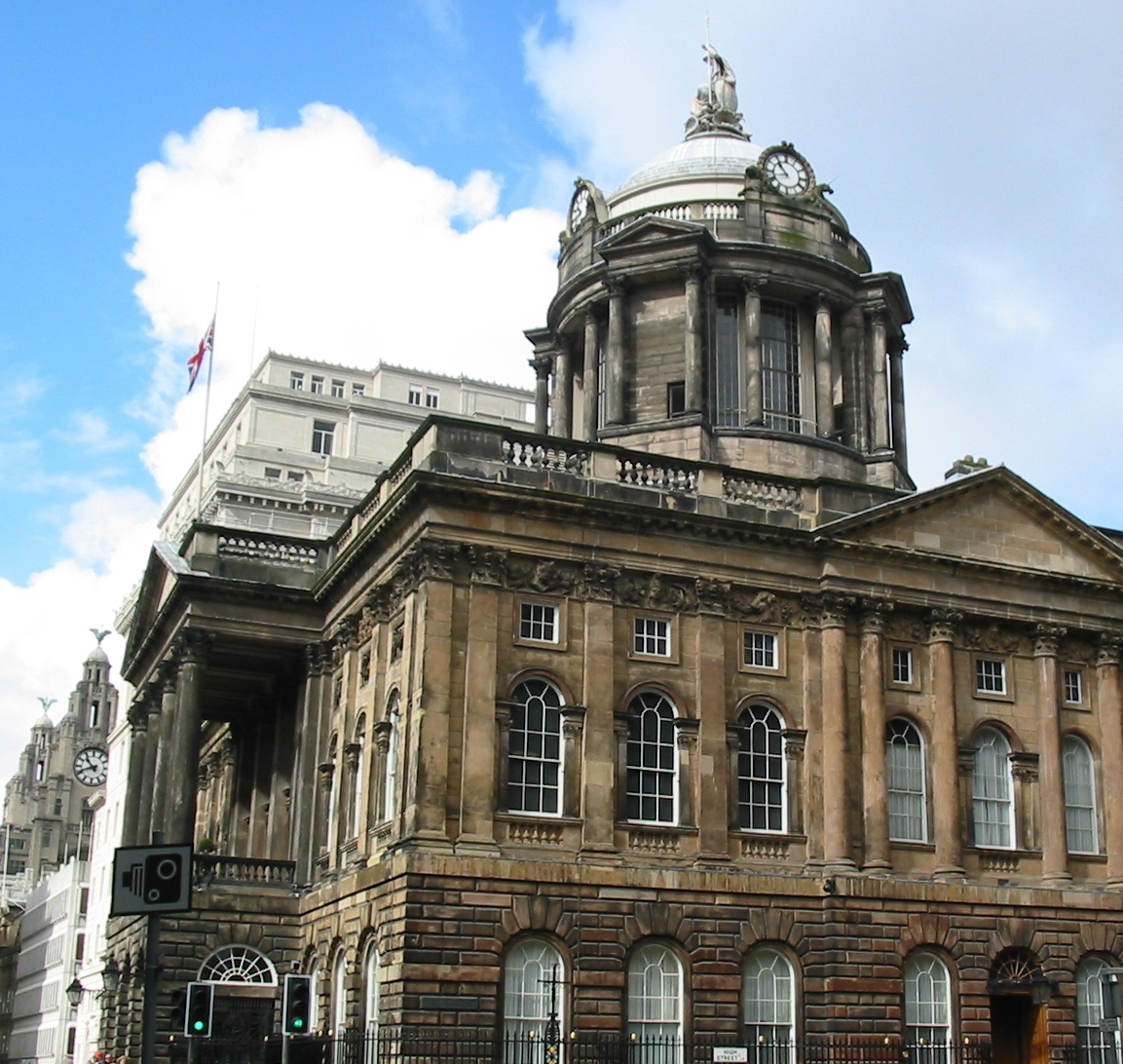
Ливерпуль Таун-холл. 1748—1795. Современный вид
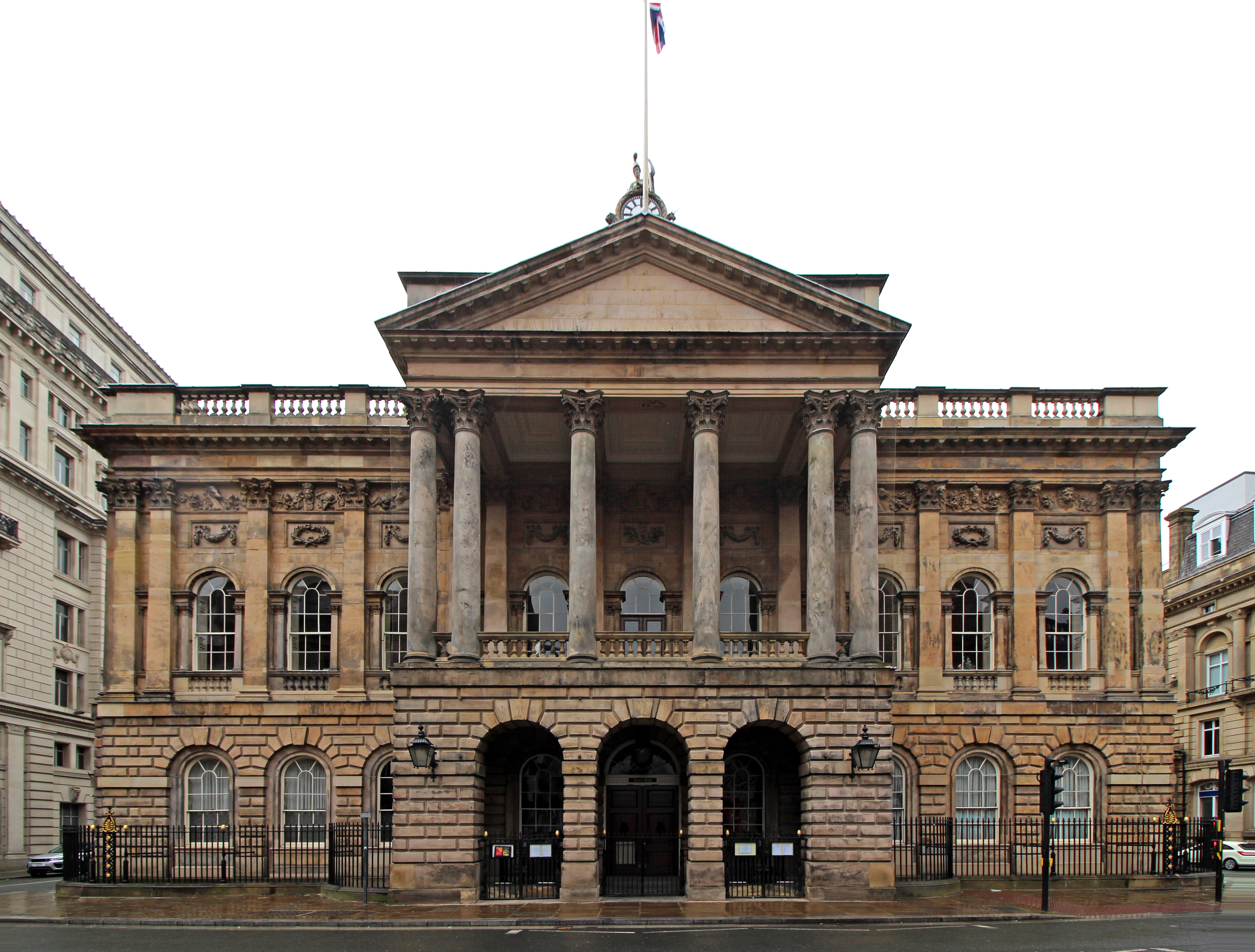
Ливерпуль Таун-холл. Фасад с Castle Street. Портик пристроен в 1811 году
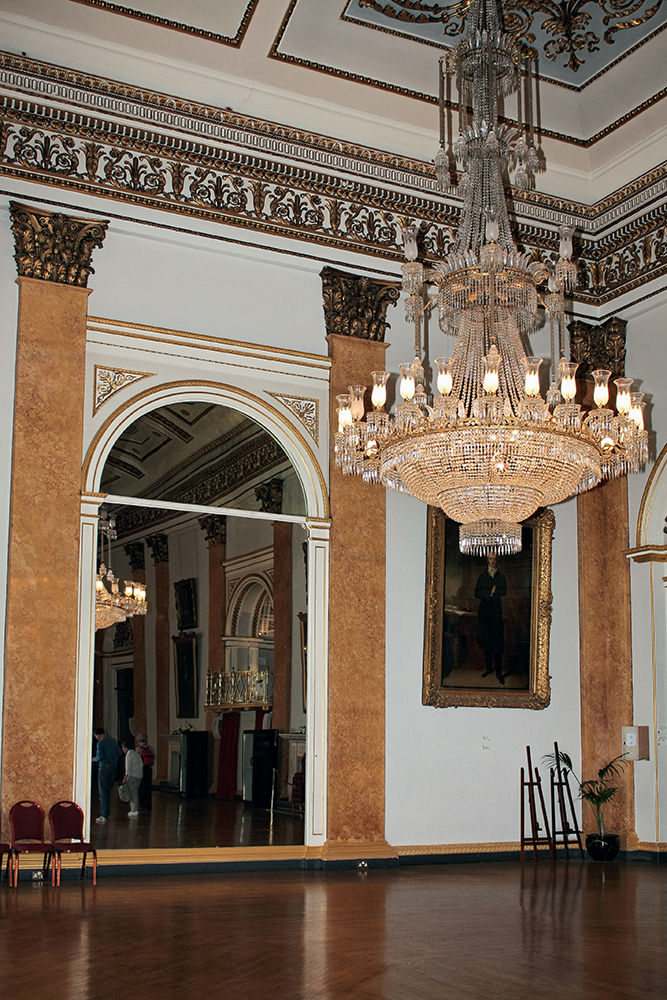
Ливерпуль Таун-холл. Интерьер
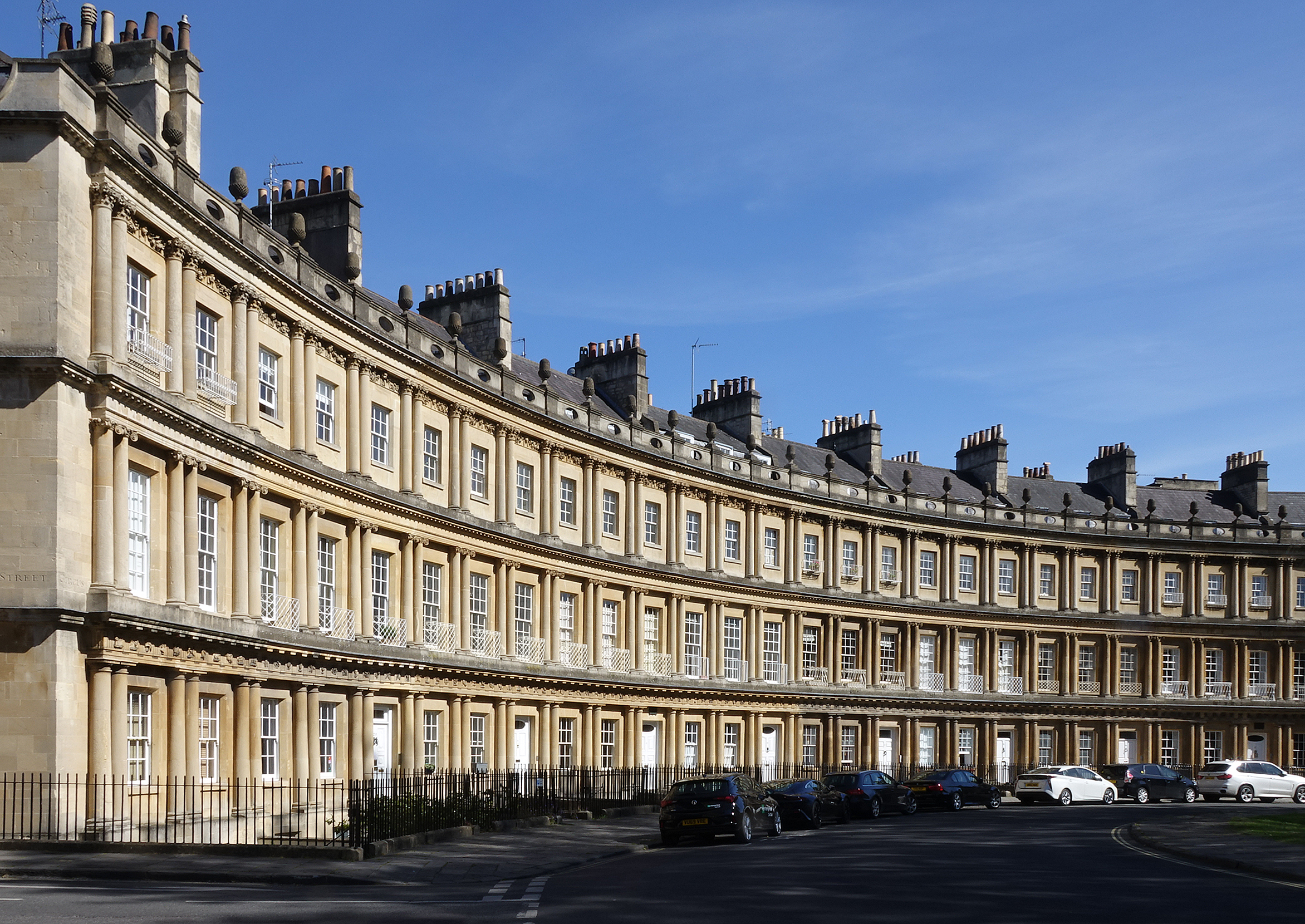
«Циркус». 1754—1768
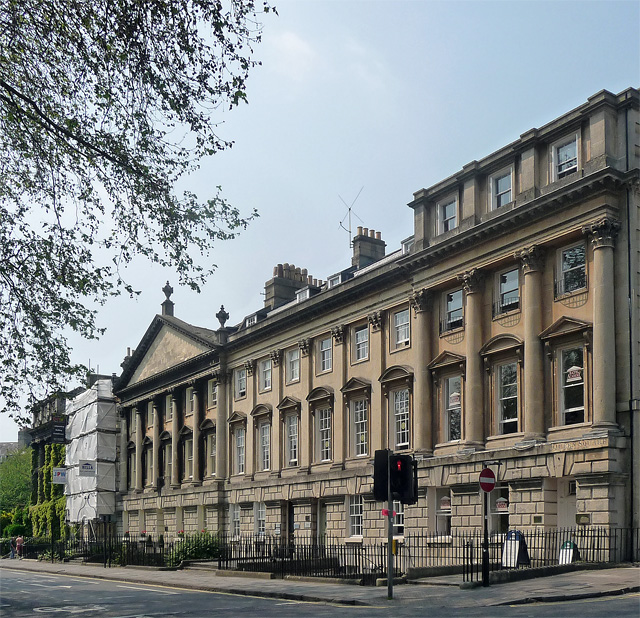
Площадь Королевы. 1727—1736
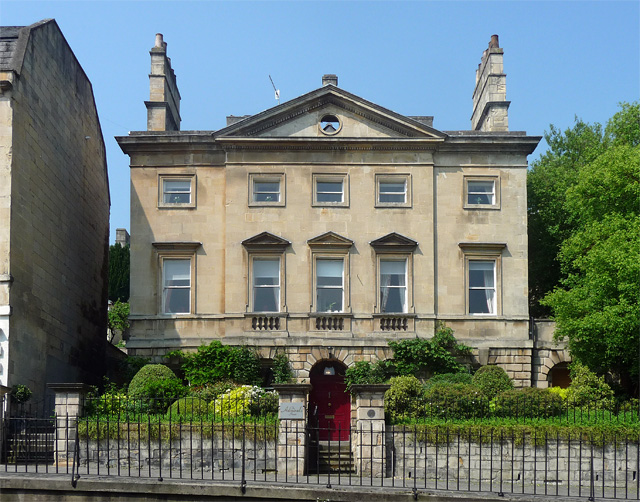
Дом на Roman Road
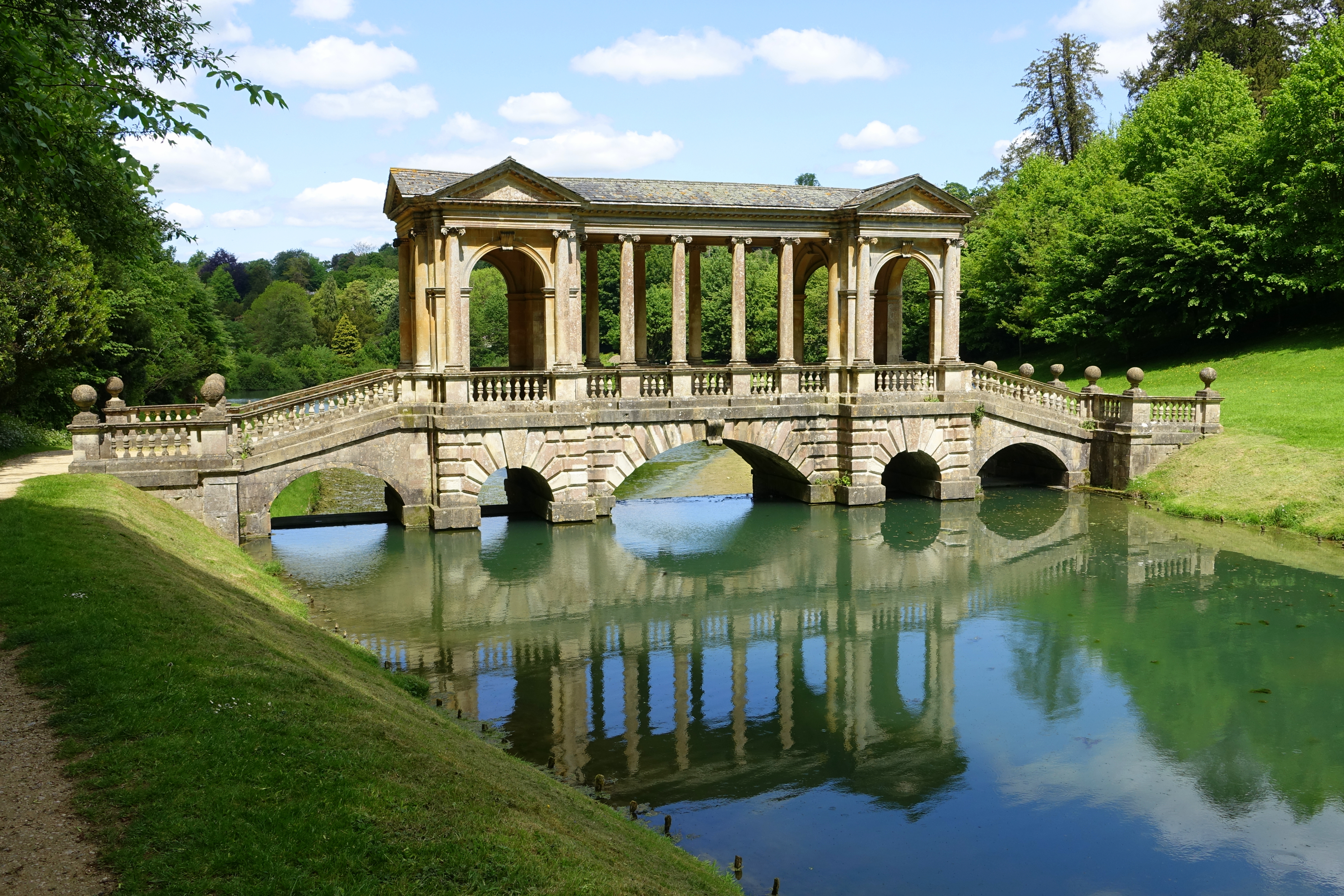
Палладиев мост в Прайор-парке. 1755